# Camponotus crispulus
Camponotus crispulus es una especie de hormiga del género Camponotus, tribu Camponotini. Fue descrita científicamente por Santschi en 1922.
Se distribuye por Argentina y Paraguay. Se ha encontrado a elevaciones de hasta 150 metros. Vive en zonas y áreas cerradas.